# Värdeladdade ord
Värdeladdade ord är ord eller termer som uttrycker en värdering, kan innebära ett ställningstagande, och kan användas medvetet eller omedvetet.[källa behövs]
En motsats till värdeladdade ord är ord som enbart har en deskriptiv definition, såsom gul, rektangulär eller grann.

## Exempel
Negativ inställning - Riskerna för att det ska inträffa…
Neutral inställning - Utsikterna för att det ska inträffa…
Positiv inställning - Chanserna till att det ska inträffa…
| positivt     | negativt   |
| ------------ | ---------- |
| generös      | slösaktig  |
| frihetskämpe | separatist |
| berömd       | beryktad   |
| noggrann     | petig      |
| ekonomisk    | snål       |

## Användningsområde
Värdeladdade ord används bland annat i krönikor, recensioner och analyser för att framhäva åsikter, och i skönlitteratur för att läsaren ska få ett visst intryck av personer och miljöer. Värdeladdade ord förekommer även i argumenterande texter.

## Intensitet
Ord kan delas in i olika intensitetsgrader beroende på vilken laddning de har. Till exempel anses utmärkt mer positivt än bra, medan usel anses mer negativt än dålig.